# Boks tajski

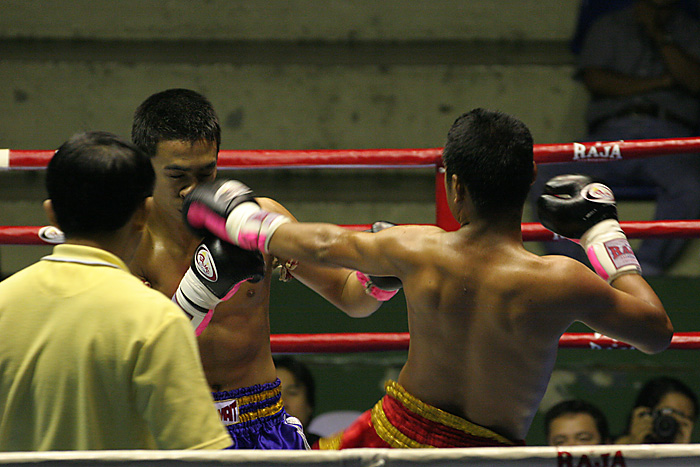
Walka muay thai w Bangkoku

Boks tajski, boks syjamski (taj. มวยไทย /mūaj.tʰāj/; ang. Muay Thai) – tajski sport walki kładący nacisk na walkę w klinczu z wykorzystaniem uderzeń łokciami, nogami i kolanami.

## Historia
Przyjmuje się, że muay thai wywodzi się z Tajlandii, jednakże brakuje historycznych źródeł potwierdzających jednoznacznie i ostatecznie to założenie. Pomimo tego, iż większość krajów z tamtego regionu przypisuje sobie wynalezienie tej sztuki walki, to nie ulega wątpliwości, że to właśnie w Tajlandii rozwinął on się najbardziej stając się bez mała sportem narodowym. Początek rozwoju starożytnego muay thai (tzw. muay boran), jako wyodrębnionego i posiadającego cechy charakterystyczne stylu walki wręcz, datuje się według źródeł archeologicznych na początek XIII wieku (era Sukhothai). Czterej wojownicy Jatubaht, którzy ochraniali królewskiego słonia po stracie broni musieli używać muay thai. U swoich źródeł był silnie zrytualizowanym i przesyconym elementami religijnymi, stylem obejmującym taniec przed walką (waikhru) oraz rytualne metody treningowe. W miarę szerszej jego adaptacji na potrzeby tajlandzkiej armii, włączono do niego elementy walki bronią (krabi-krabong) oraz za pomocą owijaczy na ręce zwanych „kaad chuek”, które w celu zadawania większych obrażeń były specjalnie utwardzane i nabijane kamiennym żwirem (według niektórych źródeł także szkłem i innymi podobnymi materiałami). Na rozwój muay boran wpłynęło też silnie chińskie Wushu, z którym Tajowie zetknęli się na początku drugiej połowy XVIII wieku, a z którego zaczerpnięto rozmaite techniki uderzeń zadawanych z wyskoku.
W roku 1887 na mocy dekretu królewskiego otwarto wydziały wychowania fizycznego na nowych akademiach wojskowych zachodniego typu i w kolegiach nauczycielskich. Wśród obowiązkowych zajęć był boks tajski, praktykowany dwa razy w tygodniu przez półtorej godziny. Większość młodych bokserów jednakże pochodziła z klasy pracującej i trenowała w swoich wioskach i pobliskich świątyniach. Instruktorzy, zarówno z wiosek, jak i ze świątyń, byli z reguły bokserami, którzy zakończyli karierę sportową. Przed głównymi imprezami obiecujący zawodnicy trenowali codziennie, a w celu zachęcenia ich otrzymywali stypendia treningowe od lokalnych przedstawicieli rządu i możnowładców.
Do końca XIX wieku wykształciły się w miarę jednolite ringowe reguły muay thai przy użyciu owijaczy (w formule zwanej „muay kaad chuek”). W 1921 walki w boksie tajskim zaczęły odbywać się na wzniesionych platformach otoczonych linami. Powód był taki, że platforma i liny zapobiegały przed wdarciem się kibiców na ring. A w roku 1929 właściciel stadionu Suan Sanuk wprowadził ring dla tajskich bokserów z trzema linami i narożnikami, głównie dlatego, że miał nadzieję na organizowanie międzynarodowych walk bokserskich.
Ze względu na wysoką urazowość walk, od połowy lat 20. XX wieku zaczęto wycofywać z ringu owijacze „kaad chuek” oraz wyłączać stosowanie bardziej destrukcyjnych technik, takich jak kopnięcia w krocze, dźwignie, rzuty czy uderzenia głową. Najprawdopodobniej bezpośrednią przyczyną tych zmian była śmierć zawodnika na ringu stadionu Lak Muang w Bangkoku. Na początku lat 30. XX wieku zawodnicy boksu tajskiego zaczęli używać metalowych ochraniaczy na krocze i skórzanych rękawic bokserskich. Stosowanie rękawic bokserskich stało się przy okazji przyczyną rozbudowania technik muay thai o elementy zachodnioeuropejskiego boksu. Przyjęto zmodyfikowane przepisy bokserskie markiza Queensberry i w ślad za tym profesjonalne walki Tajów wyznaczono na 5 rund po 3 minuty każda. Stopniowo wprowadzono podział zawodników na kategorie wagowe. Wszystko to uczyniło z muay thai popularny na całym świecie sport walki.

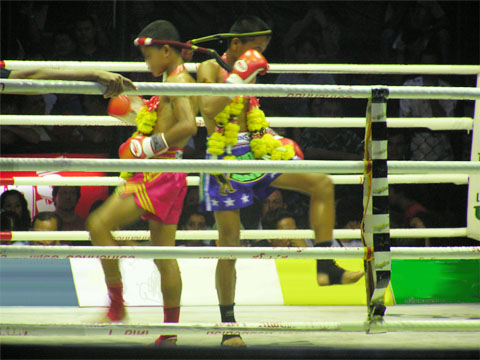
Młodzi bokserzy wykonujący rytuał przed walką

Niemniej jednak, wiele z tradycji przetrwało. Na przykład zawodnicy nadal wykonywali tradycyjny taniec przed walką (waikhru), początkowo, by przedstawić region, z którego pochodzą, a dziś ze względu na zwyczaje. Wykonywali swoje modły do bogów i odmawiali walki, jeżeli nie towarzyszyły im synkopowane rytmy tajskiej muzyki ludowej. Zespół muzyczny składał się z samych mężczyzn (aby uniknąć osłabienia sił zawodników): flecisty, dwóch bębnistów i cymbalisty. Flecista kierował perkusistami i zmieniał swe tony w zależności od tempa walki i emocji przejawianych przez tłum.
Około roku 1935 ośrodki, w których rozgrywano walki, zaczęły przeznaczać część zysków na pomoc tajlandzkim instytucjom dobroczynnym i armii Tajlandii. Taka praktyka stosowana jest do czasów obecnych.

## Muay thai obecnie
Dzisiejsze muay thai jest ringowym sportem walki. Jest to styl rozgrywany w stójce (zawodnik leżący na deskach nie uczestniczy w walce). Formułą walki jest wyłącznie full-contact, gdzie ciosy zadaje się z pełną siłą. Istnieją także szkoły uczące tradycyjnych technik muay boran („dawny (starożytny) boks”). W Polsce boks tajski uprawia się od początku lat 90. XX wieku. Obecnie mamy dwie konkurujące organizacje zajmujące się tym sportem. Polskie Zrzeszenie Muay Thai (PZMT) – przedstawiciela amatorskiej federacji IFMA i zawodowej WMC oraz Polską Komisję Muay Thai działającą pod egidą Polskiego Związku Kickboxingu – przedstawiciela amatorskiej organizacji WMF i profesjonalnych WPMF i WMA.

### Charakterystyka techniczna
Cechami wyróżniającymi boks tajski na tle innych popularnych stylów jest szerokie użycie uderzeń łokciami i kolanami (w formule amatorskiej na łokcie, kolana i korpus są zakładane ochraniacze, w walkach zawodowych są one nieosłonięte). Tego rodzaju uderzenia niejednokrotnie skutkują szybkimi nokautami.
W boksie tajskim kładzie się również szczególny nacisk na używanie niskich kopnięć okrężnych. Podstawą stylu jest niskie kopnięcie w udo (z angielskiego zwane low kick). Posiada ono dużo wariantów – m.in. jako kopnięcie opadające z góry w dół. Wykonywane jest z mocnym dokręceniem ciała, a nawet obrocie zawodnika po nietrafieniu celu. Powierzchnią kopiącą jest w nim goleń, rzadziej stopa.
Boks tajski przywiązuje dużą wagę do klinczu, czyli walki w zwarciu. Jest to łatwo rozpoznawalny element boksu tajskiego. Pozycja walki jest głównie frontalna, ręce trzyma się szerzej niż w bokserskiej gardzie, dzięki czemu trudniej złapać w klincz. Dozwolone są przechwyty kopnięć, obalenia i podcięcia, natomiast zabronione rzuty, jakie się stosuje w judo. Cechą boksu tajskiego jest brak walki parterowej, duszeń i dźwigni oraz możliwość używania łokci (w przeciwieństwie do kickboxingu i boksu).
Początkowo ciosy bokserskie były słabością muay thai, gdyż kładziono większy nacisk na techniki nożne. Obecnie są szeroko spotykane. Co więcej, mistrzowie muay thai niekiedy zostają mistrzami świata w boksie zawodowym.

### Ubiór i stopnie szkoleniowe

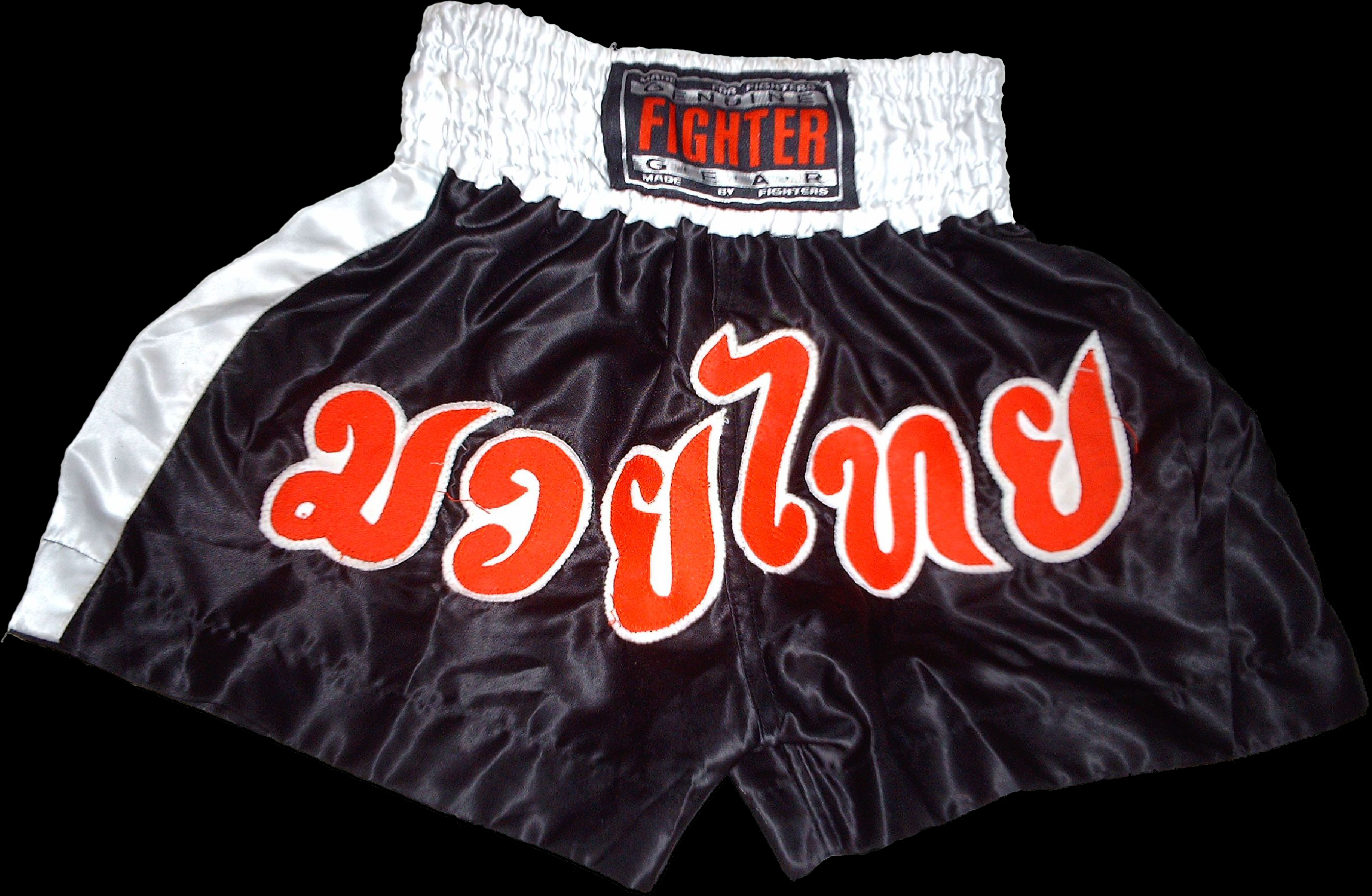
Spodenki

Strój treningowy składa się z krótkich spodenek z napisem w języku tajskim oraz koszulki bez rękawków. W walkach zawodowych zawodnicy mają obnażony tułów. Waga rękawic wynosi 10 lub 12 uncji (czyli od 283,5 g do 340 g) w zależności od kategorii wagowej.
W boksie tajskim z reguły nie nadaje się stopni szkoleniowych. Uznanie zdobywa się poprzez liczbę wygranych walk. Niektóre organizacje, np. United States Muay Thai Association, nadają jednak stopnie.

## Klasyfikacja technik boksu tajskiego
- Cherng muay – podstawy. Są to zasady użycia naturalnych broni człowieka w obronie lub ataku. Techniki cherng muay zebrano w 4 grupy:
  - cherng mad (15 kombinacji uderzeń pięścią),
  - cherng sok (24 kombinacje uderzeń łokciem),
  - cherng khao (11 kombinacji uderzeń kolanem),
  - cherng thao (15 kombinacji uderzeń nogą).
- Kon muay – techniki walki.
  - kon muay kee – techniki obrony i kontrataków:
    - sinpala muay – garda i przemieszczanie się,
    - muay bang – techniki bloków i uników,

  - kon muay jujom – techniki ataku:
    - mae mat – techniki pięści,
    - mae tei-tip – techniki kopnięć pchających,
    - mae tei-tei – techniki kopnięć,

  - chap ko – techniki chwytów w stójce oraz walki w bliskim dystansie:
    - muay khao – techniki walki kolanami,
    - muay sok – techniki walki łokciami,
    - muay pam – techniki chwytów i rzutów.
- Mae mai – luk mai – kombinacje mistrzowskie boksu tajskiego. Polegają na efektywnym wykorzystaniu technik ręcznych i nożnych. Obecnie rzadko się je praktykuje, gdyż są dość trudne do opanowania. Stanowią jednak element tradycji. Dzielą się na dwie grupy:
  - mae mai muay thai – 15 podstawowych kombinacji mistrzowskich,
  - luk mai muay thai – 15 kombinacji dopełniających, które ćwiczy się dopiero po doskonałym opanowaniu mae mai muay thai.

## Walki amatorskie w boksie tajskim
Regulaminy zawodów amatorskich obu związków zajmujących się w Polsce muay thai: Polskiego Związku Muaythai i Polskiego Związku Kickboxingu są przemyślane, by zapewnić mniejszą urazowość niż w walkach zawodowych muay thai. W celu zapobieżenia kontuzjom zastosowano sprzęt ochronny, zarówno osłabiający cios ręką, łokciem lub nogą (ochraniacze łokci, goleni, rękawice), jak i chroniący ciało (kask na głowę, ochraniacz tułowia, ochraniacz krocza). Punktuje się uderzenie kolanem, uderzenie pięścią, kopnięcie, uderzenie łokciem bez faulu. Wymierzone 3 dobre ciosy przynoszą atakującemu punkt, jeżeli używa on siły ciała i nie wykracza poza styl. W przypadku równej liczby punktów ocenia się styl walki.
Walkę można więc zwyciężyć przez nokaut, na punkty, przez wycofanie przeciwnika wskutek kontuzji, przez trzykrotne wyliczenie przeciwnika, niezdolność przeciwnika do obrony, poddanie przeciwnika, jego spóźnienie się lub jego dyskwalifikację. Walka może się też zakończyć remisem lub brakiem decyzji. Sędzia ma prawo ukarać walczącego ostrzeżeniem za łamanie przepisów lub niesportowe zachowanie.
Przed pierwszą rundą każdy bokser musi wykonać taniec rytualny „wai khru” zgodnie z tradycjami muay thai. Przed i po walce obaj zawodnicy powinni uścisnąć nawzajem dłonie. Komenda „chok” rozpoczyna walkę. Zawodnicy walczą na ringu wielkości 6,1 na 6,1 m (lub 7,3 na 7,3 m) ogrodzonym 4 linami. Walkę sędziuje sędzia ringowy a pomaga mu w tym 5 wykwalifikowanych sędziów punktowych, 3 sędziów jury i 1 przewodniczący komisji sędziowskiej. W mniejszych turniejach liczba sędziów punktowych może być zredukowana do 3. Trenerzy czy sekundanci mają swe miejsca w pobliżu ringu, a podczas przerwy na ring może wyjść tylko jeden sekundant każdego zawodnika.
Walki trwają zwykle po 5 rund po 3 minuty, a przerwy między rundami – minutę. Turnieje rozgrywa się w 14 kategoriach wagowych: do 45 kg, 45–48, 48–51, 51–54, 54–57, 57–60, 60–63,5, 63,5–67, 67–71, 71–75, 75–81, 81–86, 86–91 i powyżej 91 kg. W turniejach międzynarodowych mogą brać udział zawodnicy w wieku 17–37 lat, zaś w turniejach młodzieżowych 15–18 lat.
Regulaminy szczegółowe specyfikują faule. Po trzech ostrzeżeniach odejmujących punkt bokser ma być zdyskwalifikowany.